# Camissecla
Genre
Camissecla est un genre d'insectes lépidoptères de la famille des Lycaenidae et de la sous-famille des Theclinae présents en Amérique.

## Systématique
Le genre Camissecla a été créé par Robert K. Robbins (d) et Marcelo Duarte (d) en 2004.

## Liste des espèces
- Camissecla camissa (Hewitson, 1870) présent au Guatemala et en Équateur
- Camissecla charichlorus (Butler & Druce, 1872) présent au Costa Rica, au Nicaragua et en Colombie
- Camissecla cleocha (Hewitson, 1870) présent en Équateur
- Camissecla gedrosia (Hewitson, 1868) présent au Brésil
- Camissecla ledaea (Hewitson, 1868) présent au Brésil
- Camissecla melma (Schaus, 1913) présent au Costa Rica et au Panama
- Camissecla pactya (Hewitson, 1874) présent en Colombie, en Bolivie et en Équateur
- Camissecla saphronotis (Johnson & Kroenlein, 1993) présent en Équateur
- Camissecla simasca (Draudt, 1920) présent en Colombie
- Camissecla verbenaca (Druce, 1907)  présent au Brésil
- Camissecla vespasianus (Butler & Druce, 1872) présent au Costa Rica et au Guatemala
- Camissecla vesper (Druce, 1909) présent en Colombie, au Pérou et en Guyane[2],[3].

## Répartition
Les espèces du genre Camissecla sont présentes en Amérique centrale et Amérique du Sud.